# Уэнтуорт, Томас, 1-й граф Страффорд (1672—1739)
Генерал-лейтенант Томас Уэнтуорт, 1-й граф Страффорд (крещен 17 сентября 1672 — умер 15 ноября 1739) — английский пэр, дипломат, военный и государственный деятель, занимавший пост Первого лорда адмиралтейства. Он также был известен среди якобитов как 1-й герцог Стаффорд и 3-й барон Рэби с 1695 по 1711 год.

## Предыстория
Старший выживший сын сэра Уильяма Уэнтуорта из Нортгейхеда (1627—1693), который служил верховным шерифом Йоркшира, и его жены Изабеллы Эпсли (ок. 1647—1733), дочери известного полководца-роялиста, сэра Аллена Эпсли (1616—1683), и его жены Фрэнсис Петре. Его дедом по отцовской линии был сэр Уильям Уэнтуорт из Эшби (1593—1644), сын сэра Уильяма Уэнтуорта, 1-го баронета (1562—1614), и младший брат Томаса Уэнтуорта, 2-го баронета и 1-го графа Стаффорда (1593—1641).
Его образование, кажется, было недостаточным; критики говорили, что он почти неграмотен, то есть просто не читал латыни и древнегреческого языка, и, конечно же, его правописание было ужасным. Это, в сочетании с его репутацией среди врагов как очень плохого оратора, заставило бы многих усомниться в его дипломатической квалификации. Он умел читать, писать и говорить по-французски и по-немецки. Джонатан Свифт сказал, что, хотя он был живым и энергичным, он был «чертовски горд».

## Военная карьера
Примерно в 1687 году он был почётным пажом королевы Марии Моденской. 31 декабря 1688 года он был назначен корнетом в Колчестерский конный полк. Томас Уэнтуорт много служил солдатом в Нидерландах и иногда использовался для выполнения дипломатических поручений. Он мужественно сражался в битве при Стенкерке и был ранен. За хорошую службу он был назначен адъютантом короля Вильгельма в августе 1692 года, был назначен первым майором 1-го отряда конной гвардии 4 октября 1693 года, а также корнетом и 1-м майором того же 20 января 1694 года. 7 мая 1695 года Томас Уэнтуорт был назначен конюхом опочивальни короля.
Когда его двоюродный брат Уильям Уэнтуорт, 2-й граф Страффорд (1626—1695), скончался бездетным 16 октября 1695 года, Томас Уэнтуорт сменил его на посту 3-го барона Рэби. Он не унаследовал состояние Страффорда, а Уэнтуорт-Вудхаус перешел к племяннику второго графа Томасу Уотсону, сыну его сестры Энн.
Барон Рэби был произведен в полковники Королевского драгунского полка в 1697 году и назначен заместителем лейтенанта Линкольншира 21 мая 1700 года. В марте 1701 года он был назначен чрезвычайным послом в Берлин, что стало первой из нескольких миссий, которые он предпринял в Пруссии. При королеве Анне барон Рэби стал кавалерийским бригадиром 7 января 1703 года и генерал-майором 1 января 1704 года.

## Дипломат
С 1703 по 1704 и с 1705 по 1711 год он был послом королевы Анны Стюарт в Берлине. Там он заручился услугами Иоганна фон Бодта и Томаса Эозандера для проектирования замка Уэнтуорт в Стейнборо в Йоркшире, построенного, в основном по указанию письма на расстоянии, примерно с 1710 по 1720 год. Во время службы за границей 1 января 1707 года он был назначен генерал-лейтенантом. С марта 1711 по 1714 год он был британским послом в Гааге.
14 июня 1711 года он был приведен к присяге в Тайном совете, а 29 июня 1711 года ему были пожалованы титулы 1-го виконта Уэнтуорта из Уэнтуорт-Вудхауса и Стейнборо и 1-го графа Страффорда. С 1712 по 1714 год граф Страффорд был первым лордом Адмиралтейства, а в октябре 1712 года стал кавалером Ордена Подвязки. После смерти королевы Анны Стюарт он был одним из лордов-судей, которые представляли Георга I, пока новый король не прибыл в Великобританию.
Граф Страффорд был представителем Великобритании на Утрехтском конгрессе, и в 1715 году был подвергнут импичменту за свою долю в заключении полученного договора, но обвинения против него не были доведены до конца.

## Заговорщик
Граф Страффорд удалился в замок Уэнтуорт. Он был ведущим заговорщиком в заговоре Аттербери 1720—1722 годов с целью восстановления Стюартов на троне, а также был участником заговора Корнбери 1731—1735 годов. Претендент назначил его одним из своих «лордов-регентов» в Англии и командующим якобитскими силами к северу от Хамбера. За свою роль в продвижении дела якобитов он был назначен «герцогом Страффорда» в якобитском пэрстве Англии 5 июня 1722 года Старым Претендентом. После краха заговора правительство, полностью осознавая его глубокую вовлеченность, решило не предпринимать никаких действий против него, и он прожил свои последние годы в мире. Время от времени он все ещё присутствовал на дебатах в Палате лордов, хотя оратор был очень плохим.

## Брак и дети
6 сентября 1711 года он женился на Энн Джонсон (ок. 1684—1754), дочери и наследнице сэра Генри Джонсона из Брейденхема в Бакингемшире и Тоддингтона в Бедфордшире, члена парламента от Олдебурга в Саффолке, от своей первой жены Энн Смитсон , дочери и наследницы Хью Смитсон из Фристона и Олдборо, третьего сына сэра Хью Смитсона, 1-го баронета из Стэнвика, Йоркшир (предок Хью Перси (Смитсона), 1-го герцога Нортумберленда). Энн принесла ему приданое, которое, по слухам, составило 60 000 фунтов стерлингов. Брак был выгодным и счастливым, и в её письмах видно их глубокую взаимную привязанность. От жены у него были дети, один сын и три дочери:
- Уильям Уэнтуорт, 2-й граф Страффорд (1722—1791), сын и наследник
- Энн Уэнтуорт, в 1733 году вышедшая замуж за Уильяма Джеймса Конолли (ум. 1754)
- Люси Уэнтуорт, в 1747 году вышедшая замуж за сэра Джорджа Ховарда ()1718-1796)
- Генриетта Уэнтуорт, в 1743 году вышедшая замуж за Генри Вернона (1718—1765) из Хилтона в Стаффордшире, от которого у неё 8 детей, включая Генриетту, леди Гросвенор.

## Смерть
Томас Уэнтуорт скончался 15 ноября 1739 года от камней в почках после многих лет ухудшения здоровья, и его титулы унаследовал его единственный сын Уильям Уэнтуорт, 2-й граф Страффорд (1722—1791).